# Flávio Molina
Flávio Martins Molina (Rio de Janeiro, 15 de setembro de 1956 — Rio de Janeiro, 19 de fevereiro de 1998), conhecido como Flávio Molina ou simplesmente Molina, foi um mestre em artes marciais e policial civil do Estado do Rio de Janeiro, um dos precursores do Muay Thai e do Vale-tudo Moderno (atual MMA) no Brasil, além de um dos maiores especialista em resgates aéreos do país, tendo salvado cerca de 1500 pessoas.

## Biografia
Com menos de 2 anos de idade, Flávio foi levado por sua mãe para ser criado por seus tios em Secretário, interior de Petrópolis, estado do Rio de Janeiro. Na adolescência, já de volta à cidade do Rio de Janeiro, residiu na rua D. Mariana, em Botafogo, onde teve seus primeiros contatos com as artes marciais, após praticar um pouco de judô e karatê. Depois, Molina conheceu a capoeira de Sinhozinho, arte que treinava numa academia no bairro de Botafogo, e começou a se destacar pela sua habilidade e empenho, chegando a contramestre nesta arte marcial e formando vários alunos. Molina também treinou Capoeira com o Mestre Camisa.
Além disso, Molina seguiu a carreira de modelo fotográfico, aparecendo ao lado de personalidades famosas em diversas publicidades.

## Taekwondo
Levado por seu amigo Reinaldo Luiz Evangelista, o “Pelé”, Molina passou a conhecer uma nova modalidade de luta recém-chegada ao Brasil, o Taekwondo, na academia do Mestre Woo Jae Lee (Lee Taekwondo Clube – posteriormente Academia Kim), onde se transformou num fenômeno das artes marciais e uma unanimidade em todo o Brasil, vencendo todas as competições nacionais das quais participou. Com o tempo, passou a ser treinado por Yong Min Kim, mais conhecido como Mestre Kim. Graduou-se a faixa-preta em 1977. De 1976 a 1982, período em que disputou os torneios de taekwondo, nunca perdeu uma luta, às vezes até diante de atletas mais graduados e mais pesados, sendo invicto em todos os campeonatos nacionais disputados nas mais de 50 lutas realizadas durante a sua carreira no Taekwondo. Molina se tornou tricampeão brasileiro, pentacampeão carioca, bicampeão interestadual e diversas vezes campeão interclubes. Foi escolhido em 1979, pela revista “DÔ”, como o melhor lutador de Taekwondo do Brasil. Sempre buscando a perfeição, foi à Coreia (país que deu origem ao Taekwondo) em 1980 para um intercâmbio de aproximadamente 2 meses, onde treinava todos os dias buscando na fonte do Taekwondo as técnicas necessárias para refinar suas habilidades e voltar com maior evolução. Participou também, juntamente com alguns atletas, de um treinamento militar ministrado pelo Mestre Kim (que já havia ministrado esse treinamento especial para militares da Coreia), onde havia combinação de chutes, joelhadas, socos e cotoveladas, sendo praticamente uma mistura de Taekwondo e Muay Thai. Integrou a seleção brasileira e foi disputar o Mundial de Taekondo no Equador em 1982. Apesar do Brasil não ter experiência em mundiais, foi o único brasileiro a obter êxito, trazendo a primeira vitória da história do Brasil em mundiais. Fez duas lutas, a primeira contra a Venezuela, numa vitória arrasadora, e a outra contra o melhor lutador da Espanha, perdendo por uma diferença mínima de pontos. Em todas as oportunidades, divulgava e lutava para que o Taekwondo se tornasse esporte olímpico, o que, de fato, aconteceu. Era sempre convidado pelos Mestres e autoridades coreanas para compor as delegações em visitas à quartéis e oficiais das forças armadas para divulgação do Taekwondo. Por todos os feitos no Taekwondo brasileiro e internacional, Flávio Molina entrou para o Hall da Fama do Taekwondo Mundial, ao lado de nomes consagrados daquela época, como Rodney Américo dos Reis e Carlos Eduardo Nogueira Loddo, além de grandes personalidades da atualidade, como Natália Falavigna e Diogo Silva.
Apos treinar com o mestre Nelio Naja, Molina fundou em 1978, em sociedade com Nilo Sérgio, a famosa Academia Naja no Largo do Machado, Zona Sul do Rio, onde se formaram grandes faixas pretas, dentre eles, Luiz Alves, Wellington Luiz (Narani), Flávio Roberto Alves, Manoel Stepp, Eduardo Ramsauer (Gary), Cocada, Marinho e Mário Dumar (cunhado de Molina). A Naja era referência no ensino marcial no Brasil inteiro, vindo à academia diversas pessoas, de diferentes modalidades, para aprender tanto Taekwondo quanto Muay Thai com Flávio Molina, ou mesmo aperfeiçoar suas técnicas.

## Muay Thai
Flávio Molina foi um dos pioneiros e desbravador desta arte no Brasil, deixando o Taekwondo com a finalidade de promover o Muay Thai em todo o país. Graduou-se em Curitiba à faixa-preta no início da década de 80 com o mestre Nelio Naja e passou a percorrer o Brasil divulgando o Muay Thai (também conhecido como Boxe Tailandês), fazendo com que esse esporte fosse difundido rapidamente, o que se pode constatar nos dias de hoje. Levou o Muay Thai para a cidade do Rio de Janeiro e expandiu para várias cidades, como Petrópolis/RJ, São Paulo, Campinas, Recife, Salvador, Fortaleza, Brasília, etc, sempre levando a filosofia da arte marcial na qual acreditava. Molina foi considerado o melhor representante de Muay Thai do Brasil pela sua extraordinária técnica e desempenho nos ringues. É o introdutor do Muay Thai no Rio de Janeiro e principal precursor no Brasil.
Foi Molina quem organizou os primeiros campeonatos da História do Muay Thai no país, como o desafio Rio de Janeiro x Curitiba, desafio RJ x SP (onde lutou contra um atleta de São Paulo, vencendo por nocaute técnico), outro desafio Rio de Janeiro x Curitiba, os primeiros campeonatos cariocas, e assim sucessivamente. Atuou como juiz em torneios demonstrativos, que tinham como objetivo popularizar a nova arte marcial no Brasil. O sucesso foi tão grande, que em cinco anos desta arte marcial, apenas no Rio de Janeiro, já tinha mais de cinco mil alunos e mais de vinte academias abertas que ensinavam esta nova modalidade.
Foi Molina, também, que criou a primeira entidade oficial da história do Muay Thai Brasileiro, a Associação de Muay Thai no Rio de Janeiro, sendo seu presidente. Esteve na Embaixada da Tailândia a fim de que tivesse o apoio necessário para a divulgação do esporte. Responsável pela graduação dos faixas-pretas e por formar os primeiros professores de Muay Thai, Molina formou a 1ª geração do Muay Thai do Rio de Janeiro, graduando grandes nomes das artes marciais. Dentre tantos alunos, destacam-se: Luis Alves, Wellington Luiz (Narani), Paulo Nikolai, Jutu, Eduardo Ramsauer (Gary),Eugênio Tadeu, Marco Ruas, Wandro Soares Ribeiro, Paulo Borracha, Márcio Sobral Machado, João Bosco, Eduardo Chaep, Budi, Wilson Negão, Flávio Roberto Alves, Ceará, Paulista, sem esquecer outras centenas de alunos de quem foi Mestre. Molina chegou a treinar também outros grandes nomes, como Hugo Duarte, Denílson Lopes, Marcelo Mendes, Ivan “Batman” (atual UFC), além de outros.
As palavras do Grão-mestre Nélio Naja, introdutor do Muay Thai no Brasil, sobre Molina: “Era um excelente atleta, um dos mais técnicos que já vi. Tinha a ideia da realidade e buscava sempre a eficiência das artes marciais. Ele teve uma carga maior que a minha, pois fiquei restrito em Curitiba, mas ele foi divulgando o Muay Thai começando no Rio de Janeiro, depois em São Paulo e, posteriormente, por todo o país. A origem da linhagem de cada pessoa que treinou e passou pelo Muay Thai começa com Flávio Molina. Como homem e amigo foi uma pessoa excepcional e como guerreiro foi um cara que não se curvou diante das adversidades.”

## Vale-Tudo Moderno (atual MMA) / Luta Livre Esportiva
Flávio Molina também é considerado um dos introdutores do Vale-Tudo Moderno, atual MMA.
Flávio Molina teve seus primeiros contatos com a Luta Livre Esportiva em 1982, quando recebeu em sua academia (Academia Naja, no Largo do Machado, Rio de Janeiro) Fausto Brunocilla, Mestre em Luta Livre Esportiva, que chegou a ministrar algumas aulas nesse período. Como o Muay Thai estava sendo iniciado no Brasil e, principalmente, no Rio de Janeiro, onde foi o introdutor, Molina tinha como foco apenas expandir esse projeto, não pensando naquele momento em desenvolver-se nas lutas de solo.
Após duas décadas sem eventos de vale-tudo no Brasil, foi chamado a participar do famoso evento de vale-tudo de 1984, o Jiu-Jitsu vs Martial Arts, no Maracanãzinho. Após receber o convite para um desafio de vale-tudo, em 1984, Molina teve seu segundo contato, ainda que curto, com a Luta Livre Esportiva. Marco Ruas, seu aluno no Boxe Tailandês, o levou para treinar com Fausto e Carlos Brunocilla (pai e filho), no Clube Boqueirão, Zona Sul do Rio, ocorrendo nesse encontro a famosa fusão entre o Boxe Tailandês e a Luta Livre Esportiva. Enquanto Brunocilla lhe passava os conhecimentos de solo, Flávio Molina, o mais importante striker do Brasil, sendo reconhecido e eleito como o melhor lutador de Taekwondo na década de 70 e melhor representante de Boxe Tailandês na década de 80, passava os conhecimentos de striking para os alunos de Brunocilla. 
Para montar sua equipe de Muay Thai que enfrentaria três atletas de Jiu-Jitsu, Molina chamou seus dois faixas-pretas, Eugênio Tadeu e Marco Ruas, e o resultado foi um empate histórico em quantidade de lutas. Com uma séria lesão no ligamento de seu joelho direito, com comprometimento do menisco, Molina pediu o adiamento do evento, no dia da pesagem, pedido negado por Hélio Gracie, principal organizador do evento. Após fazer uma infiltração por causa de um leve derrame articular, seu médico aplicou-lhe uma injeção de anti-inflamatório à base de cortisona. Mesmo assim, não foi liberado pelo médico para lutar. Mas naquela situação específica, optou por lutar. Dessa forma, gravou o seu nome na história do vale-tudo. Apesar de todas as dificuldades e da derrota para Marcelo Behring, o resultado do empate em quantidade de lutas foi considerado uma grande vitória para o Muay Thai, por ter apenas três anos de existência no Rio de Janeiro, já que o outro grupo contava com mais de 50 anos de experiência em vale-tudo.
Após este vale-tudo, Molina passou a frequentar o Clube Boqueirão para aprender lutas de solo, mais especificamente a Luta-Livre Esportiva, onde Fausto e Carlos Brunocilla ministravam aulas. Com apenas 2 anos de aprendizado, Molina foi-se tornando um dos maiores expoentes da Luta-Livre no Brasil, sempre treinando ao lado da chamada tropa de elite da Luta-Livre, composta por nomes como Hugo Duarte, Denílson Lopes, Marco Ruas, Eugênio Tadeu, Marcelo Mendes, Bigu, dentre outros. Graduou-se à faixa preta em 1987.
Em 1988, quatro anos após o grande evento de Vale-Tudo, Molina pediu revanche para Marcelo Behring, chegando a fazê-lo publicamente na TV Bandeirantes, afirmando ser uma questão de honra, uma vez que na primeira luta não estava em condições físicas ideais para lutar. Behring concordou em conceder revanche, afirmando que passaria as negociações para Rickson Gracie. A revanche nunca foi concedida.

## Especialista em resgates
Além de mestre das artes marciais, Molina foi guarda-vidas (em 1978), atuando em vários postos do GMAR, principalmente no posto 5, em Copacabana, sendo reconhecido por toda a Corporação como um dos grandes nomes do Corpo Marítimo de Salvamento do Estado do Rio de Janeiro (SALVAMAR), além de ter sido um dos grandes instrutores que ali passaram.
Em 1985, houve uma oportunidade para os guarda-vidas de integrarem os quadros da Polícia Civil do Rio de Janeiro. Molina então fez um curso de detetive para remanescentes do Corpo Marítimo de Salvamento e entrou para a Polícia Civil/RJ, sendo lotado de imediato nos Recursos Especiais em Benfica.
Molina, posteriormente, entrou para a tropa de elite da Polícia Civil, no setor aero-policial, sendo lotado na Coordenadoria Geral de Operações Aéreas – CGOA (atual Coordenadoria Adjunta de Operações Aéreas), e intensificou o seu trabalho de resgate. Logo começou a se destacar, tornando-se operacional e preparado para qualquer tipo de missão, seja em operações aéreas, terrestres ou marítimas. Realizou diversos cursos na carreira, dentre eles o de operações especiais dos fuzileiros navais (COMANF), de treinamento de guerrilha, explosivos e desativação de bombas, resgate e salvamento na selva, negociação de reféns, operações aéreas, dentre outros, além de cursos no exterior. Foi também segurança pessoal dos ex-presidentes José Sarney e Fernando Affonso Collor de Mello, além de ter sido também segurança do empresário Roberto Marinho. Molina ficou conhecido como um grande herói brasileiro e orgulho nacional, chegando à incrível marca de mais de 1500 resgates e milhares de operações policiais. Foi instrutor de centenas de policiais, ajudando a colocar a CGOA entre as unidades aéreas policiais de maior experiência em combates e resgates do país. Foi considerado o maior especialista em resgate do Brasil e um dos precursores brasileiro na técnica vertical em corda em atividades policiais, mais conhecida como rapel. Molina realizou cursos nos Estados Unidos, França e Israel.
Em 1991, a SWAT dos EUA esteve no Brasil para realizar treinamentos. Os policiais americanos se impressionaram com a demonstração feita pelos policiais do CGOA e, dentre eles, Flávio Molina, que recebeu então o convite pessoalmente para que fosse ao EUA treinar com eles. Molina, por ter sido lotado no início da carreira no CGOA, começou a se aperfeiçoar nos trabalhos com corda, se tornando um dos principais precursores da técnica vertical em corda – o rapel policial – e também um dos precursores do rapel invertido, descendo de cabeça para baixo.
Em 18 de fevereiro de 1998, um dia antes de sua morte, Molina participou do salvamento de três russos perdidos - o Vice-Cônsul da Rússia no Rio de Janeiro, Andrey Martinenko, e as filhas do cônsul-geral, Boris Fessenko, Anastassia, e do embaixador da Rússia no Brasil, Joseph Podrajanets. O episódio teve repercussão nacional.

## Morte
Flávio Molina faleceu em 19 de fevereiro de 1998, enquanto realizava um treinamento de resgate aéreo, durante gravações do programa Globo Repórter, da Rede Globo. Na operação, o então detetive Molina pretendia descer de rapel do helicóptero até a cobertura de um edifício para simular um resgate em caso de incêndio.
Algo aconteceu, não se sabe ao certo, que fez com que Molina não conseguisse frear a descida (fato comprovado após sua morte, onde se verificou que uma de suas mãos estava totalmente queimada), caindo de uma altura de 40 metros, equivalente a um prédio de 16 andares. Molina não resistiu aos ferimentos, vindo a falecer no local.
A morte de Flávio Molina gerou enorme comoção em todo país e nos meios onde atuou, recebendo até hoje diversas homenagens da Polícia Civil e de ícones das artes marciais no Brasil. O programa Globo Repórter reexibiu o programa intitulado "Profissão Perigo" em homenagem a Flávio Molina, no ano de 1999.

## Premiações e homenagens
Em reconhecimento por todos os serviços prestados, Molina recebeu diversas premiações e homenagens, dentre elas as descritas abaixo:
- Recebeu a Medalha Tiradentes da Assembleia Legislativa do Estado do Rio de Janeiro,[14] em 15 de abril de 1999.
- Foi colocada uma placa no Edifício-Sede da Chefia da polícia Civil homenageando o Detetive com os seguintes dizeres: “Detetive Flávio Martins Molina: Herói da Polícia Civil. Uma homenagem dos seus amigos do CINAP”
- Certificado da Ordem dos Advogados do Brasil – OAB com os seguintes dizeres: “acompanhamos a vida profissional deste herói e o consideramos um patrimônio, não só do Estado do Rio de Janeiro, mas de todo o Brasil”
- Certificado da Polícia Federal pelo relevante serviço de segurança prestado na Conferência realizada no Rio de Janeiro – ECO 92
- Seu nome foi mais uma vez homenageado em duas turmas nas cerimônias de posse da Polícia Civil: “Turma de Inspetores – Detetive Molina e Turma de Delegados de Polícia Civil – Detetive Molina”
- Houve um auditório em seu nome no antigo CGOA – “Auditório Flávio Martins Molina”
- Quando da realização de um campeonato de tiro, o mesmo foi nomeado como – “I Torneio de Tiro – Detetive Flávio Molina”